# Burg Eger (Ungarn)
Die Burg Eger (ungarisch Egri vár) ist eine Burg in der ungarischen Stadt Eger, die auf einer Anhöhe unmittelbar westlich des Stadtzentrums liegt. Die Höhenburg wurde ab dem frühen 13. Jahrhundert erbaut und ist historisch vor allem durch die erfolgreiche Verteidigung gegen die osmanische Belagerung im Jahr 1552 bekannt, die im Roman Sterne von Eger von Géza Gárdonyi literarisch verarbeitet wurde.

## Geschichte

### Mittelalter
Auf dem heutigen Burgberg lag ab dem frühen 11. Jahrhundert der Sitz des von Stephan I., dem ersten König von Ungarn, gegründeten Bistums Eger. Die ältesten archäologischen Überreste in der heutigen Burg stammen ebenfalls aus dieser Zeit. Die erste dreischiffige Kathedrale wurde Ende des 11. Jahrhunderts errichtet. Nach dem Mongolensturm, bei dem auch Eger geplündert und in Brand gesetzt worden war, wurden in ganz Ungarn unter König Béla IV. befestigte Burgen errichtet. Der Bau der Befestigungen begann in Eger 1248. Im 15. Jahrhundert war die Burg vollständig ausgebaut. Durch den von 1468 bis 1472 erbauten gotischen Bischofspalast wurde sie zu einem repräsentativen Bischofssitz.

### Belagerung 1552
In der Zeit der „Dreiteilung“ Ungarns während des ersten österreichischen Türkenkriegs gehörte die Burg Eger zum Königlichen Ungarn unter Ferdinand I. 1549 wurde István Dobó Burgkapitän und bereitete die Burg mit Vorräten und dem Bau einer zusätzlichen Bastei auf einen möglichen Angriff des osmanischen Heers vor. Im Jahr 1552 begannen die Armeen Kara Ahmed Paschas und Ali Pascha Hadıms einen Feldzug, bei dem sie zahlreiche Burgen (darunter Temesvár) einnahmen und sich bei Szolnok zu einem etwa 70.000 Mann starken Heer vereinigten.  Anschließend zogen sie Richtung Eger.
Die osmanischen Truppen belagerten die Burg Eger, deren Besatzung nur von etwa 2000 Soldaten und Zivilisten unter dem Kommando von Dobó umfasste, im September und Oktober 1552 fünf Wochen lang. Obwohl die Osmanen zahlenmäßig weit überlegen waren und bald die Außenmauern der Burg zerstört hatten, gelang ihnen die Einnahme der Burg Eger nicht. Vom 11. bis 13. Oktober gingen sie zum Sturmangriff über, der unter anderem mithilfe der „Frauen von Eger“, die die Angreifer mit Pech und heißem Wasser übergossen, abgewehrt wurde. Angesichts des nahenden Winters zogen die Osmanen daraufhin aus Eger ab.
Nach der Belagerung war die Burg jedoch fast vollständig zerstört, wozu neben Beschuss und Sprengungen der Osmanen auch die Explosion des Schwarzpulverturms während der Kämpfe beigetragen hatte. Die „Verteidiger der Heldenstadt“ wandten sich mit der Bitte um den Wiederaufbau der Burg an den Palatin Thomas Nádasdy. Nachdem die erhoffte Unterstützung zunächst ausblieb, legte Dobó sein Amt als Burgkapitän nieder.

### Niedergang und Wiederaufbau
Ab etwa 1560 wurden die Befestigungen schrittweise wieder aufgebaut, unter anderem wurden Bastionen und die Kasematten in italienischer Bauweise errichtet. 1596 wurde die Burg erneut von den Osmanen belagert und nach wenigen Tagen eingenommen. Nach der 91 Jahre andauernden osmanischen Herrschaft über Eger eroberten die österreichisch-ungarischen Truppen die Stadt und die Burg 1687 zurück. Angeblich aus Angst, die Ungarn könnten die Burg für einen Aufstand gegen die Habsburgermonarchie nutzen, wurden ab 1702 auf kaiserlichen Befehl große Teile der Befestigungsanlagen – darunter die gesamte äußere Burg – abgetragen. Tatsächlich fiel die Burg während des Freiheitskampfs von Franz II. Rákóczi 1710 kurzzeitig in die Hände der Aufständischen.
In der Folgezeit wurden die Steine der Burg auch als Baumaterial für die neuen Barockgebäude in Eger genutzt. Der Niedergang der Burg dauerte sich bis ins 19. Jahrhundert an, bis schließlich erste Ausgrabungen an der Stelle der früheren Kathedrale vorgenommen wurden. Große Teile der Burg wurden im 19. und 20. Jahrhundert restauriert oder neu errichtet.
Teile der östlichen Bastion wurden 1906/07 beim Bau der Bahnstrecke nach Putnok zerstört, die seitdem durch die Burganlage hindurchführt. 1974 stürzte die Dobó-Bastion teilweise ein, wurde aber in den 1990er-Jahren wieder aufgebaut.